# Championnats d'Asie de cyclisme sur piste 2020
Navigation
Championnats d'Asie 2019 Championnats d'Asie 2022
Les Championnats d'Asie de cyclisme sur piste 2020 ont lieu du 17 au 21 octobre 2019 à Jincheon en Corée du Sud. Bien que l'événement était initialement planifié pour 2020, il est avancé à octobre 2019 en raison de la chronologie des qualifications pour les Jeux olympiques d'été de 2020,.
En même temps que les 40e championnats d'Asie sur piste élites, ont lieu les 27e championnats d'Asie sur piste juniors (moins de 19 ans) et les 9e championnats d'Asie sur piste paracyclistes.

## Résultats des championnats

### Épreuves masculines
| Épreuves               | Or                                                                                      | Argent                                                                          | Bronze                                                              |
| ---------------------- | --------------------------------------------------------------------------------------- | ------------------------------------------------------------------------------- | ------------------------------------------------------------------- |
| Kilomètre              | Andrey Chugay                                                                           | Muhammad Fadhil Mohd Zonis                                                      | Liu Qi                                                              |
| Keirin                 | Yuta Wakimoto                                                                           | Azizulhasni Awang                                                               | Yudai Nitta                                                         |
| Vitesse individuelle   | Azizulhasni Awang                                                                       | Yuta Wakimoto                                                                   | Tomohiro Fukaya                                                     |
| Vitesse par équipes    | Japon Kazuki Amagai Yudai Nitta Tomohiro Fukaya                                         | Chine Zhou Yu Luo Yongjia Zhang Miao                                            | Corée du Sud Kim Dong-ha Kim Cheng-su Seok Hye-yun                  |
| Poursuite individuelle | Park Sang-hoon                                                                          | Alisher Zhumakan                                                                | Min Kyeong-ho                                                       |
| Poursuite par équipes  | Japon Ryo Chikatani Shunsuke Imamura Kazushige Kuboki Keitaro Sawada Eiya Hashimoto (q) | Corée du Sud Park Sang-hoon Shin Don-gin Min Kyeong-ho Im Jae-yeon Jang Hun (q) | Hong Kong Mow Ching Yin Leung Ka Yu Cheung King Lok Leung Chun Wing |
| Course aux points      | Kim Eu-ro                                                                               | Bernard Van Aert                                                                | Roman Vassilenkov                                                   |
| Scratch                | Mow Ching Yin                                                                           | Alisher Zhumakan                                                                | Bernard Van Aert                                                    |
| Américaine             | Corée du Sud Shin Don-gin Kim Eu-ro                                                     | Japon Eiya Hashimoto Kazushige Kuboki                                           | Kazakhstan Artyom Zakharov Roman Vassilenkov                        |
| Omnium                 | Eiya Hashimoto                                                                          | Artyom Zakharov                                                                 | Shin Don-gin                                                        |

### Épreuves féminines
| Épreuves               | Or                                                       | Argent                                             | Bronze                                                      |
| ---------------------- | -------------------------------------------------------- | -------------------------------------------------- | ----------------------------------------------------------- |
| 500 mètres             | Chen Feifei                                              | Kim Soo-hyun                                       | Fatehah Mustapa                                             |
| Keirin                 | Lee Wai Sze                                              | Yuka Kobayashi                                     | Lee Hye-jin                                                 |
| Vitesse individuelle   | Lee Wai Sze                                              | Zhong Tianshi                                      | Yuka Kobayashi                                              |
| Vitesse par équipes    | Chine Zhuang Wei Zhang Linyin Chen Feifei (q)            | Corée du Sud Kim Soo-hyun Lee Hye-jin              | Malaisie Fatehah Mustapa Anis Amira Rosidi                  |
| Poursuite individuelle | Lee Ju-mi                                                | Leung Bo Yee                                       | Luo Yiwei                                                   |
| Poursuite par équipes  | Corée du Sud Lee Ju-mi Na Ah-reum Kim Hyun-ji Jang Su-ji | Chine Wang Xiaofei Liu Jiali Cao Yuan Huang Zhilin | Japon Yumi Kajihara Kie Furuyama Kisato Nakamura Nao Suzuki |
| Course aux points      | Olga Zabelinskaya                                        | Na Ah-reum                                         | Leung Bo Yee                                                |
| Scratch                | Kie Furuyama                                             | Rinata Sultanova                                   | Shen Shanrong                                               |
| Américaine             | Hong Kong Yang Qianyu Pang Yao                           | Chine Wang Xiaofei Liu Jiali                       | Corée du Sud Yu Seon-ha Na Ah-reum                          |
| Omnium                 | Yumi Kajihara                                            | Wang Xiaofei                                       | Lee Sze Wing                                                |

## Tableau des médailles
| Rang  | Nation       | Or | Argent | Bronze | Total |
| ----- | ------------ | -- | ------ | ------ | ----- |
| 1     | Japon        | 6  | 3      | 4      | 13    |
| 2     | Corée du Sud | 5  | 4      | 5      | 14    |
| 3     | Hong Kong    | 4  | 1      | 3      | 8     |
| 4     | Chine        | 2  | 5      | 2      | 9     |
| 5     | Kazakhstan   | 1  | 4      | 2      | 7     |
| 6     | Malaisie     | 1  | 2      | 2      | 5     |
| 7     | Ouzbékistan  | 1  | 0      | 0      | 1     |
| 8     | Indonésie    | 0  | 1      | 1      | 2     |
| 9     | Singapour    | 0  | 0      | 1      | 1     |
| Total | Total        | 20 | 20     | 20     | 60    |